# アカショウビン
アカショウビン（赤翡翠、学名: Halcyon coromanda）は、カワセミ科に分類される鳥類。森林に生息するカワセミの仲間。

## 名称
種小名はインドのコロマンデル海岸に由来する。燃えるような赤いくちばしと体全体が赤色を持つことから、火の鳥の異名を持つ。鹿児島県奄美大島の地方名ではクッカルという。漢字の「翡翠」は本来青いカワセミを指すが、色の異なるショウビンにも熟字訓として用いられている。

## 分布
北は日本と朝鮮半島、南はフィリピンからスンダ列島、西は中国大陸からインドまで、東アジアと東南アジアに広く分布する。北に分布する個体はフィリピン諸島、マレー半島、ボルネオなどで越冬する。
日本では夏鳥として渡来し、全国で繁殖するが、渡来数は少ない。西表島は日本有数の繁殖地である。冬は東南アジアへ渡って越冬する。日本でよく見られるカワセミ類はこのアカショウビンのほかにカワセミ、ヤマセミの3種類だが、この中ではアカショウビンだけが渡り鳥である。

## 形態
体長は約27センチメートル。翼開長は約40センチメートル。ヒヨドリと同じくらいの大きさ。和名の通り体の上面の羽毛が赤褐色で、体の下面は橙褐色。腰は水色で、飛んだ時はこの水色がよく目立つ。くちばしと足は赤く、目は黒い。雌雄ほぼ同色である。また、大きな赤いくちばしは柔らかい。

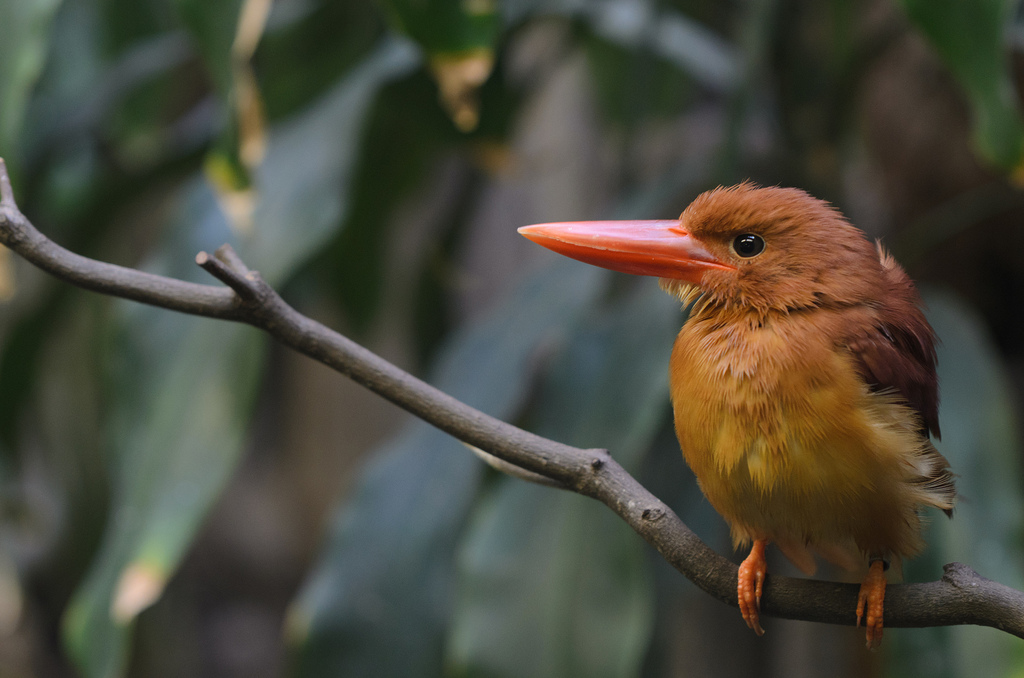
アカショウビン（恩賜上野動物園）

## 生態
森林に生息するのが特徴で、カワセミとは違い水辺から離れた森林でもみられる。単独または、つがいで生活する。ホバリングはせず、もっぱら石や枝の上から獲物を狙う。
食性は動物食。渓流に飛び込んで魚やカエル、サワガニ、水生昆虫などをとらえるが、地面のカタツムリやトカゲをとらえたり、木の幹のキリギリス、セミ、バッタを横から襲うこともある。カワセミと同じように捕獲後は再び石や枝に戻ってえものをくわえ直し、頭から呑みこむ。動きの大きなえものは足場に数回叩きつけ、弱らせてから呑みこむ。
繁殖形態は卵生。巣穴は崖や、キツツキの古巣を使って営巣する。亜種アカショウビンでは、石川県で1988年にスズメバチの古巣を使った営巣記録が報告されている。亜種リュウキュウアカショウビンでは、タカサゴシロアリが樹上に作る球状の巣に穴を掘って営巣した記録、石垣島と西表島で、発泡スチロール製の人工営巣木で繁殖した記録がある。日本での産卵期は6 - 7月、産卵数は5個ほどである。

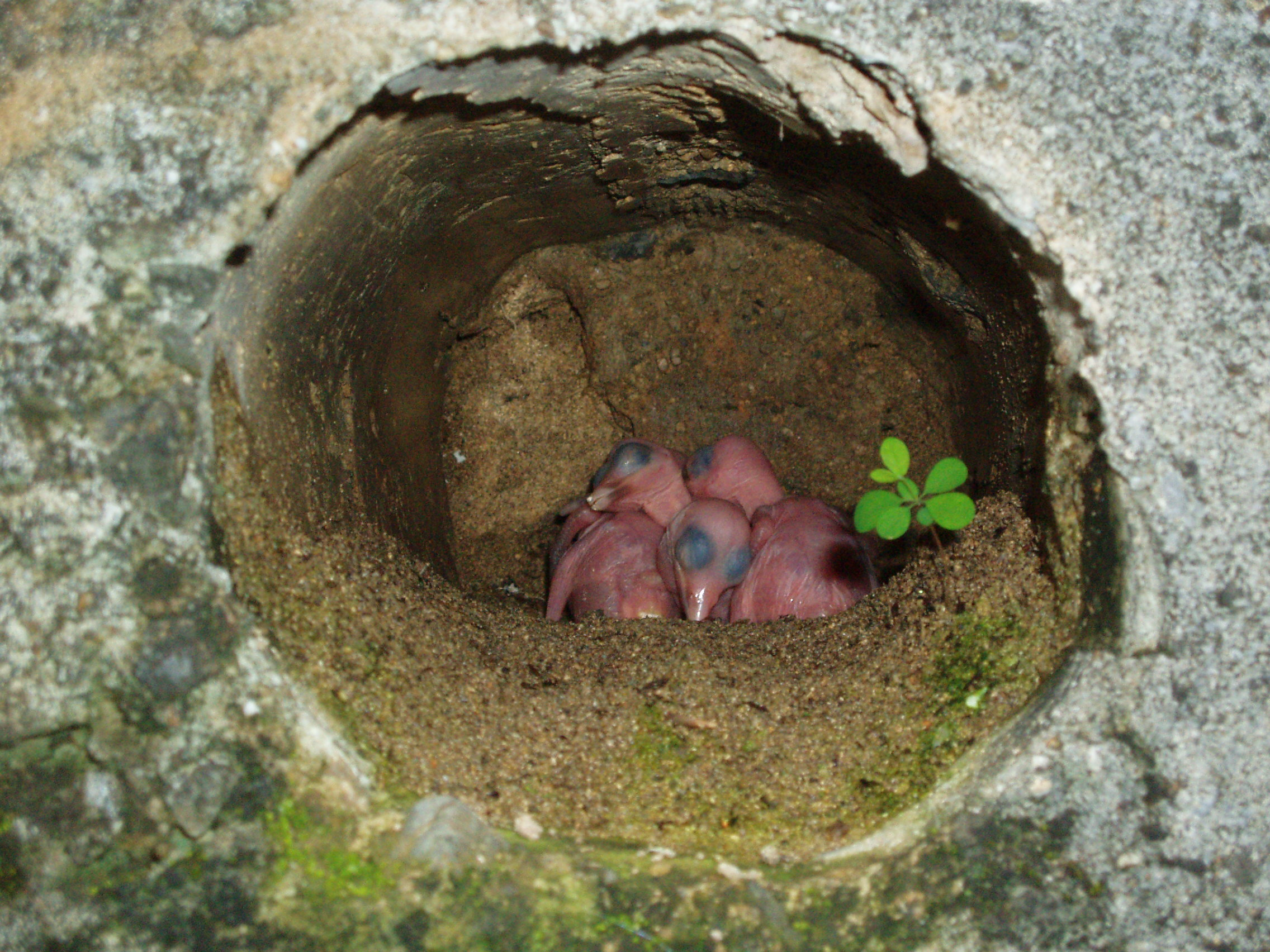
亜種リュウキュウアカショウビン 擁壁の水抜き穴に作られた巣の雛 2006-06-18（奄美大島龍郷町）
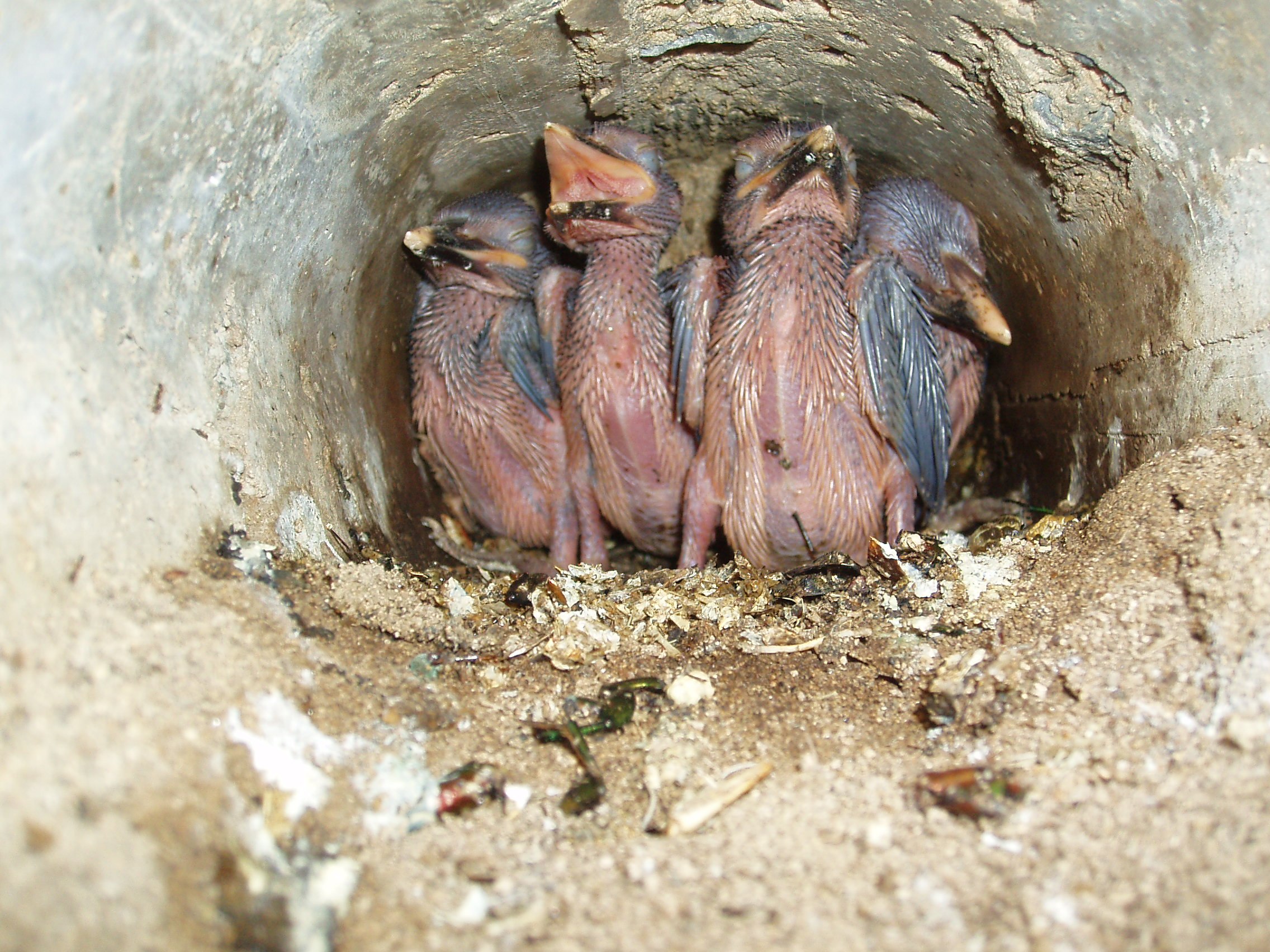
擁壁の水抜き穴に作られた巣の雛 2006-06-24（奄美大島龍郷町）
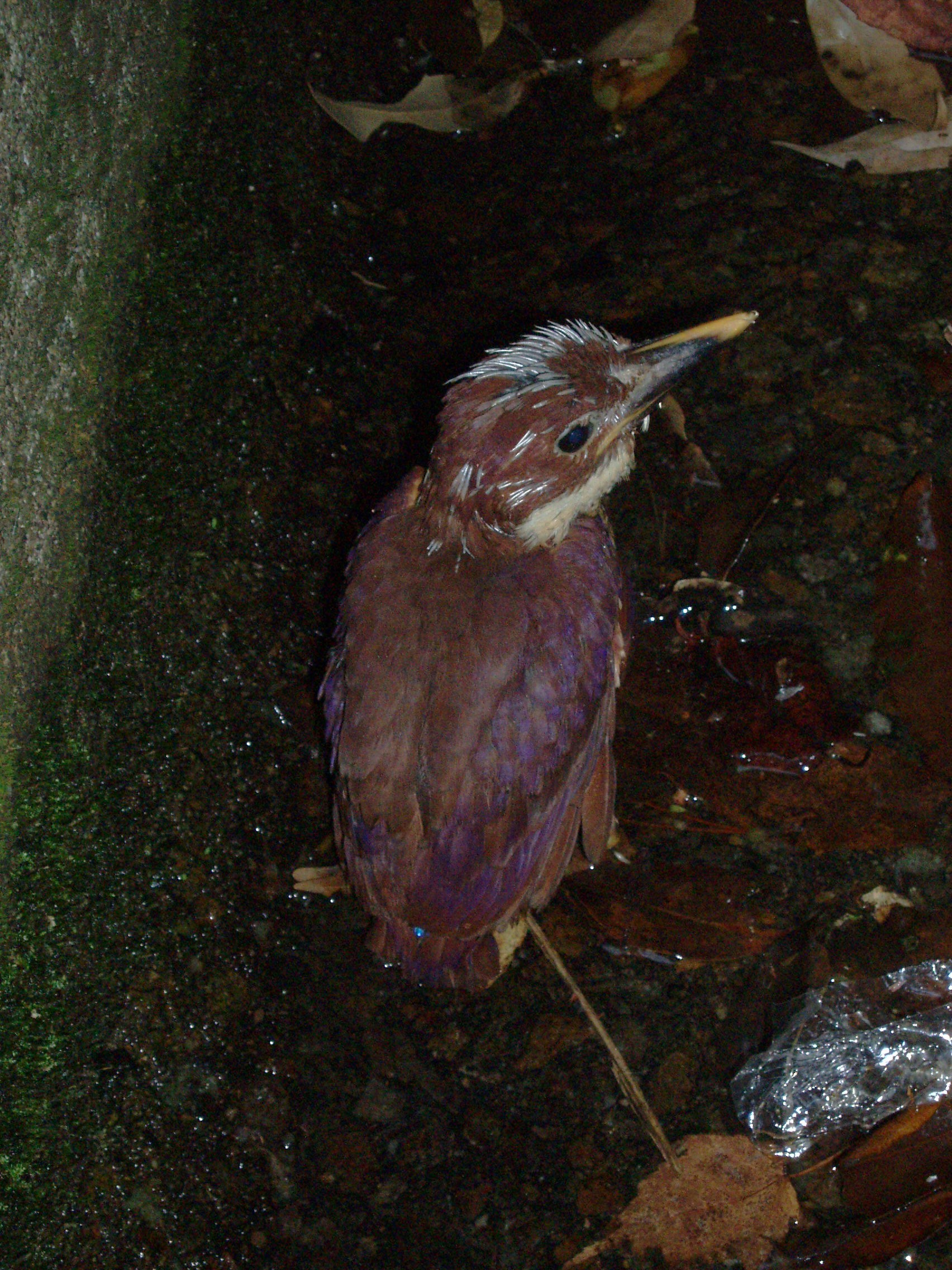
巣立ち直後の若鳥（奄美大島大和村）

オスは朝夕や曇りの日に「キョロロロロー…」と尻下がりの声でさえずる。
西表島などが属する沖縄県竹富町の「町の鳥」に指定されている。

## 亜種
- アカショウビン Halcyon coromanda major
- リュウキュウアカショウビン Halcyon coromanda bangsi
  - 亜種リュウキュウアカショウビンは、南西諸島に夏鳥として渡来する。アカショウビンにくらべると背中が紫色っぽく、腰の水色も鮮やかである。奄美大島には4月末から渡来することが多い。

## 保護
稀種であり個体数も減少傾向にあるが、分布が非常に広いためIUCNの基準では絶滅危惧種とされていない。
日本では分布域は縮小傾向にあり、自治体によってはレッドデータブックに記載されている。

## 伝承
和歌山県では本種を方言名でミズヒョロと呼ぶ。中辺路町誌に「ミズヒョロと呼ぶ鳥」との記事があり、内容は以下の通りである。
中津 (1985)には美山村での伝説として、もう少し詳細が描かれている。話の題は『みずひょうろう』となっており、母子がすんでいたのはこの話では美山村の上初湯川（）で、娘は素直に母の言葉を聞かない子だった。そのため明日をも知れぬ状態の母はどうしても水が飲みたくて『赤い着物を着せてあげる』から汲んできて欲しいと願う。娘は大喜びで着替えて井戸に向かい、しかし井戸に映った姿に見とれ、結局汲んで戻ったものの母はすでに死んでいた。娘は自分を恥じて泣き、とうとう井戸に飛び込んだ。そこに白い毛の神様が出てきて『お前のように言うことを聞かない子は鳥にでもなってしまえ』と言うと、娘は赤い鳥に変わり、今もこの地方の山奥で『ミズヒョロ、ミズヒョロ』と鳴いている、という。
同書では龍神村でもこの鳥の伝説を拾ってあり、ただし上記二つの話をさらに簡素にしたようなものである。ただし夏に日照りが続くほど高いところで鳴き、雨が続くと里に下りてくること、その泣き声が哀調を帯びていて母を助けられなかった嘆きのようだとある。
龍神村ではまた単にミズヒョロが鳴くと雨が降るとの言い伝えもあったらしい。さらに上記の伝承との関連かミズヒョロは『水欲しい、水欲しい』と鳴いているとも伝えられ、あるいは子供に川に洗濯にやらせたとき、あまり遅いと『そんなことをしているとミズヒョロになるぞ』と脅したとも言う。